# 13434 Adamquade
13434 Adamquade (1999 VK58) là một tiểu hành tinh vành đai chính được phát hiện ngày 4 tháng 11 năm 1999 bởi Nhóm nghiên cứu tiểu hành tinh gần Trái Đất phòng thí nghiệm Lincoln Team ở Socorro, New Mexico.